# Atheneum Léonie de Waha

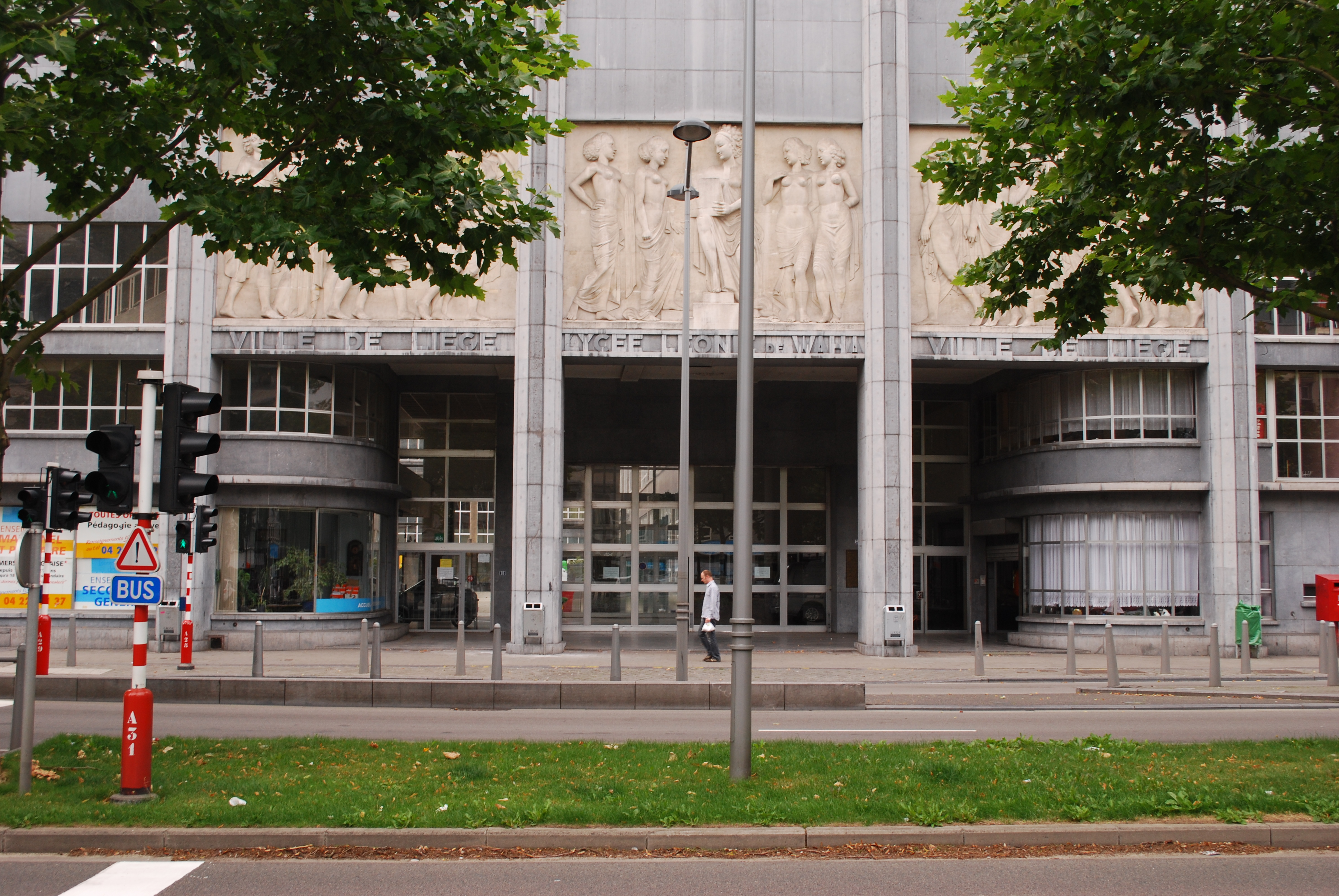
Haupteingang, 2010.

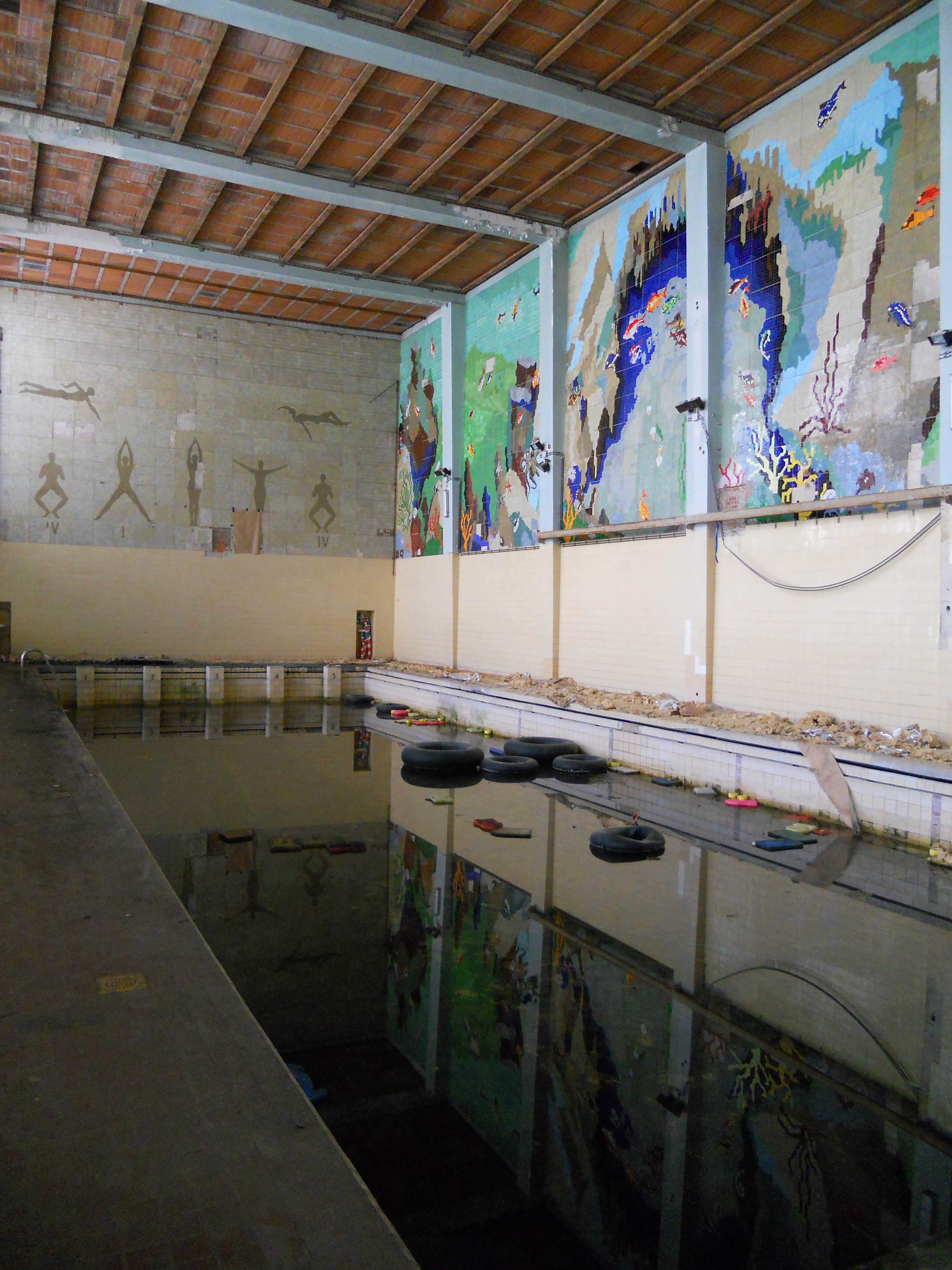
Mosaiken im schulinternen Schwimmbad.

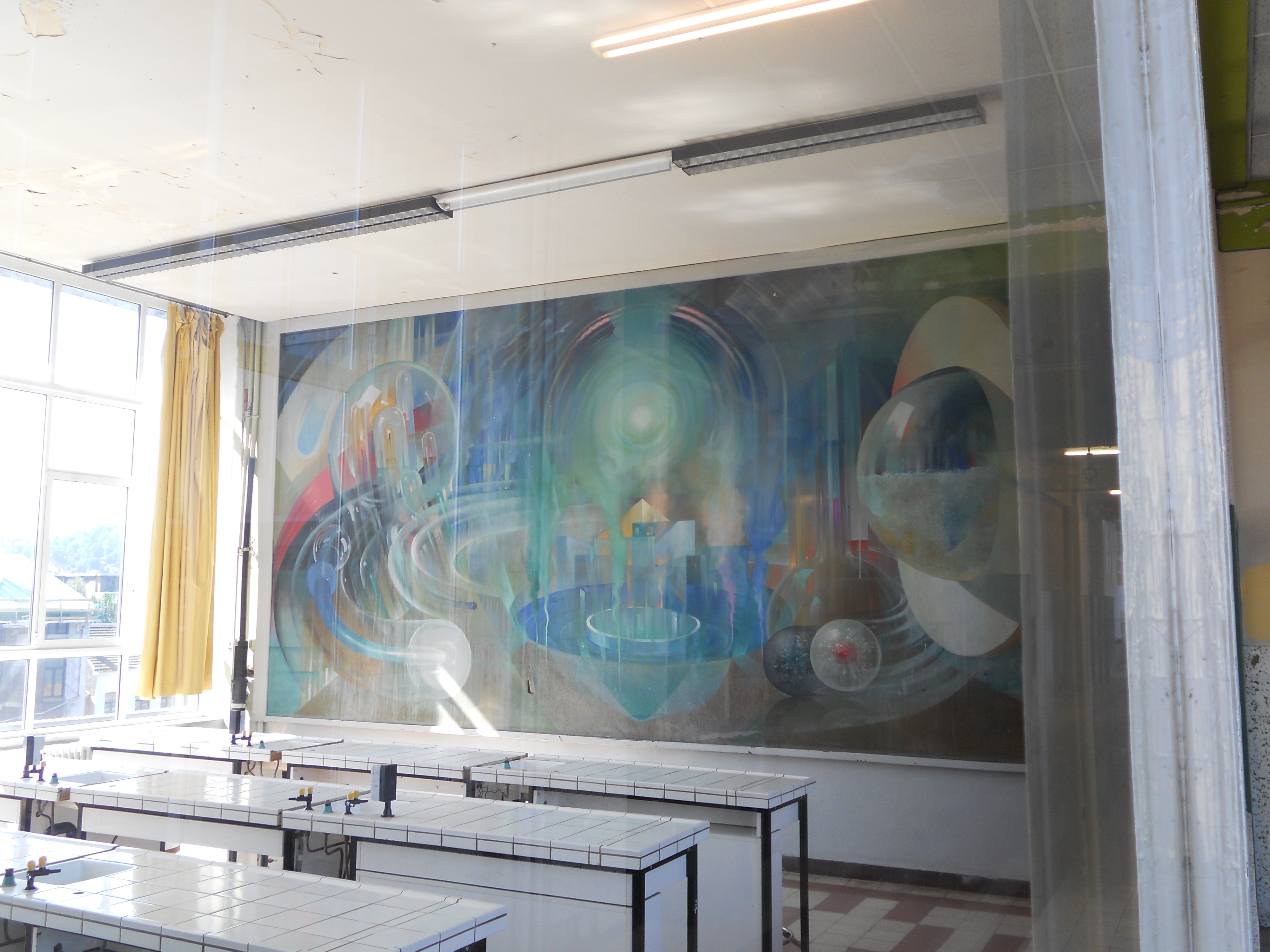
Malereien im Chemie-Fachraum.

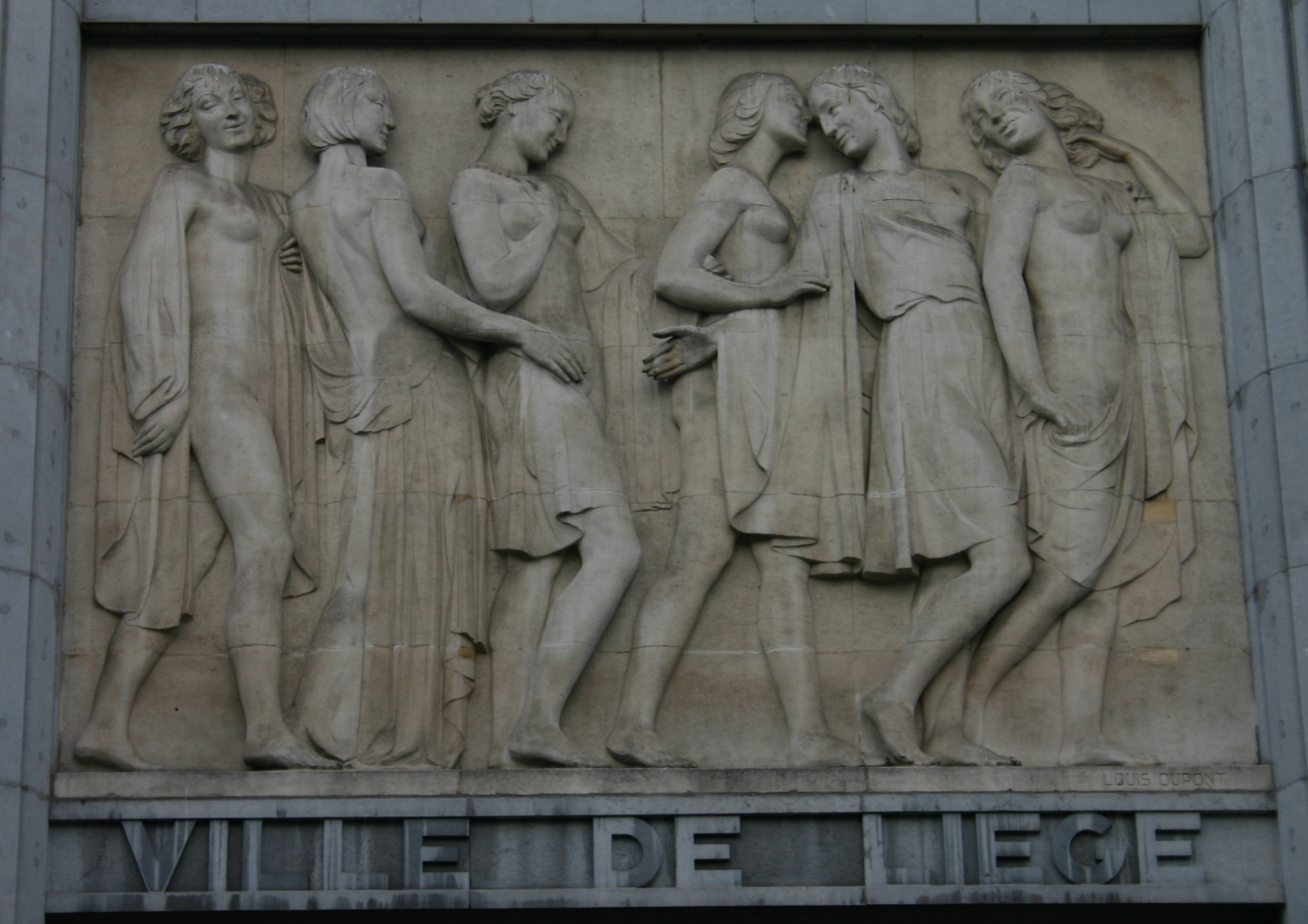
Details des Reliefs am Haupteingang.

Das Atheneum Léonie de Waha (früher Lyzeum; auf Französisch: Athénee Léonie de Waha) ist nicht zuletzt ein für seine Kunstwerke bekanntes belgisches Gymnasium im Herzen von Lüttich, am Avroy-Boulevard 96.

## Geschichte
Der Bürgermeister Jules d'Andrimont bat die liberale Feministin und Pädagogin Léonie de Waha um die Gründung eines Lyzeums für junge Töchter, gab es doch in der ganzen Stadt bis dahin keine höhere Bildungsmöglichkeit für Mädchen. So gründete sie in der Hazinelle-Straße ein Institut supérieur de demoiselles (1868), welches von der Stadt im Jahre 1878 übernommen wurde und darauf den Namen Lycée de Waha erhielt. Der Religionsunterricht erfolgte nach der jeweiligen Konfession, wobei eine gänzliche Abmeldung ebenfalls möglich war. Der Bischof drohte mit der Exkommunikation aller an der Ausarbeitung des Schulkonzepts Beteiligten, war doch bereits die gleichzeitige Präsenz im Lehrerkollegium  von evangelischem Pastor und Rabbiner neben dem katholischen Pfarrer für manche  ungewöhnlich und inakzeptabel. Der tatsächlich von Mgr de Montpellier am Tag der Eröffnung über die ganze Schulgemeinschaft ausgesprochene Bannfluch wurde von seinem Nachfolger Doutreloux aufgehoben.
Der Neubau am heutigen Standort geschah zwischen 1937 und 1940 nach den Plänen des Architekten Jean Moutschen. Dabei wurden achtzehn wallonische Künstler mit der künstlerischen Gestaltung beauftragt. Diese schufen ca. 20 Werke speziell für diese Schule (Fresken, Flachreliefs, Mosaike, Zeichnungen, Fenstermalereien). Während des Zweiten Weltkriegs befanden sich im Gebäude die Büros der örtlichen Niederlassung der Gestapo.

## Schulart
Die Schule ist staatlich. An ihr werden folgende Sprachen unterrichtet: Französisch, Englisch, Niederländisch, Spanisch, Deutsch und Chinesisch.

## Gebäude
Das Gebäude ist typisch für die Moderne: Monumentalität, Funktionalität und der Einbau von außergewöhnlichen Räumlichkeiten für die verschiedensten Bereiche (Arbeitsräume, Schwimmbecken, Internat, Festsaal, Musiksaal usw.), was großes Aufsehen erregte. Höhepunkt künstlerischerseits sind die etwa 20 Kunstwerke zeitgenössischer Künstler aus der Region. Das Schwimmbad zieren Mosaike von Adrien Dupagne. Die Glasfenster stammen u. a. von Marcel Caron, eine Malerei von Fernand Steven, ein Großbild auf Glas von Edgar Scauflaire, zwei Fresken von Auguste Mambour und  Robert Crommelynck. Weiters findet man Werke von Auguste Donnay und Edmond Delsa und ein Mosaik von Oscar Berchmans. Am 17. Mai 1999 wurde der Komplex zum schützenswerten Immobilienkulturgut der Region Wallonien erklärt.

### Flachreliefs
Die Fassade wird geschmückt von folgenden Flachreliefs: L'Etude von Adelin Salle und L'Insouciance de la jeunesse von Louis Dupont und Robert Massart.